# Cryphia
Cryphia är ett släkte av fjärilar som beskrevs av Jacob Hübner 1818. Cryphia ingår i familjen nattflyn, Noctuidae.

## Dottertaxa tillCryphia, i alfabetisk ordning[1][2]
- Cryphia albiclava Hampson, 1908
- Cryphia albipuncta Hampson, 1894
- Cryphia albistigma Moore, 1867
- Cryphia algae (Fabricius, 1775), Grönt lavfly
- Cryphia amygdalina Boursin, 1963
- Cryphia anaemica Hampson, 1914
- Cryphia ancharista Boursin, 1970
- Cryphia antias Culot
- Cryphia arabtricula Hacker, 2002
- Cryphia assimilis Warren, 1910
- Cryphia atlantis Schwingenschuss, 1935
- Cryphia atrimixta Hampson, 1918
- Cryphia bilineata Rothschild, 1914
- Cryphia brunneiplaga Swinhoe, 1905
- Cryphia brunneola Draudt, 1950
- Cryphia bryophasma Boursin, 1951
- Cryphia commixta Warren, 1910
- Cryphia deceptura Walker, 1865
- Cryphia distincta (Christoph, 1887)
- Cryphia electra Steiner, Ronkay & Fibiger, 2009
- Cryphia excurvata Hampson, 1897
- Cryphia fraudatricula (Hübner), Brungrått lavfly
- Cryphia fulvifusa (Hampson, 1911)
- Cryphia griseata Leech
- Cryphia griseola Nagano, 1918
- Cryphia hemiphaea Hampson, 1906
- Cryphia illosis Hampson, 1906
- Cryphia iridescens Felder, 1874
- Cryphia leucomelaena Hampson, 1908
- Cryphia lichenea Hampson, 1891
- Cryphia lusitanica (Draudt, 1931)
- Cryphia maritima Sugi, 1980
- Cryphia mediofusca Sugi, 1959
- Cryphia miltophaea Hampson, 1908
- Cryphia mimouna Oberthür
- Cryphia minima Wiltshire, 1949
- Cryphia minutissima Draudt, 1950
  - Cryphia minutissima hunana Draudt, 1950
- Cryphia mitsuhashi Marumo, 1917
- Cryphia nilgiria Moore, 1881
- Cryphia ochrota Hampson, 1908
- Cryphia ochsi (Boursin, 1940)
- Cryphia omalosi Fibiger & Svendsen, 1998
- Cryphia pallida (Bethune-Baker, 1894)
- Cryphia pallida Bethune-Baker
- Cryphia parva Sugi, 1980
- Cryphia pectinata Hampson, 1906
- Cryphia pinkeri Bacallado, 1980
- Cryphia plagifera Rebel, 1907
- Cryphia poliophaea Hampson, 1908
- Cryphia prasina Draudt, 1950
- Cryphia receptricula (Hübner, 1803)
  - Cryphia receptricula nesiota Steiner, Ronkay & Fibiger, 2009
- Cryphia rungsi Boursin, 1940
- Cryphia simulatricula (Guenée, 1852)
  - Cryphia simulatricula grisescens Rothschild, 1920
- Cryphia sugitanii Boursin, 1961
- Cryphia suzukiella Matsumura, 1931
- Cryphia tenerifensis Pinker, 1969
- Cryphia tibetica Draudt, 1950
- Cryphia tripuncta Draudt, 1950
- Cryphia ustata Turati, 1930
- Cryphia vartianica Boursin, 1969
- Cryphia vegetata Lucas, 1901
- Cryphia virescens Hampson, 1894

## Bildgalleri

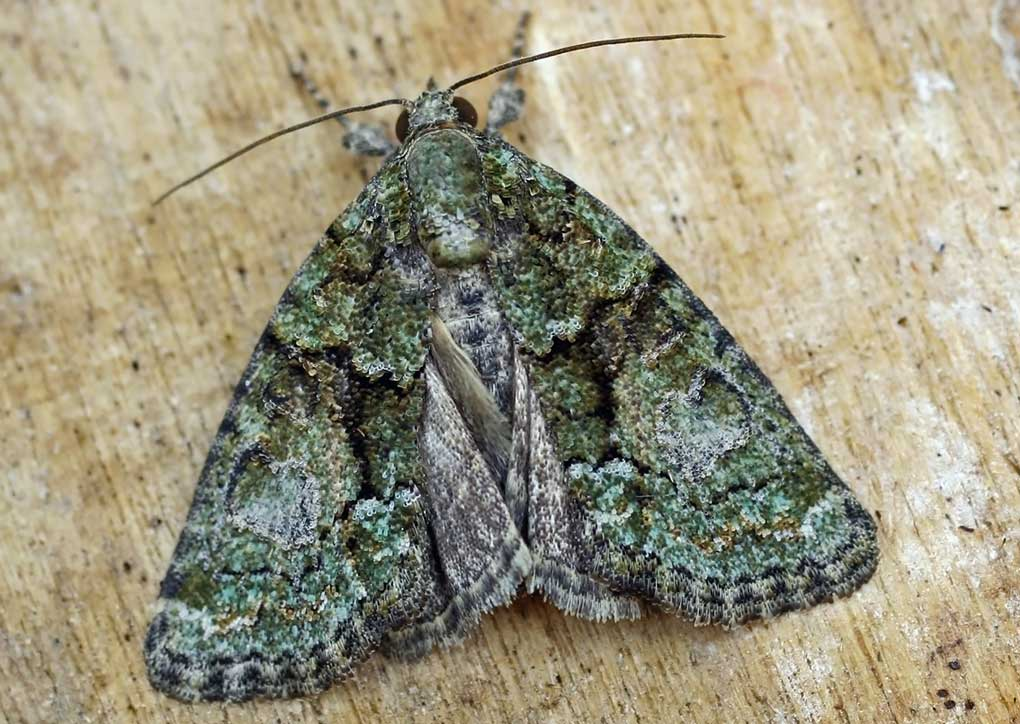
Grönt lavfly, Cryphia algae
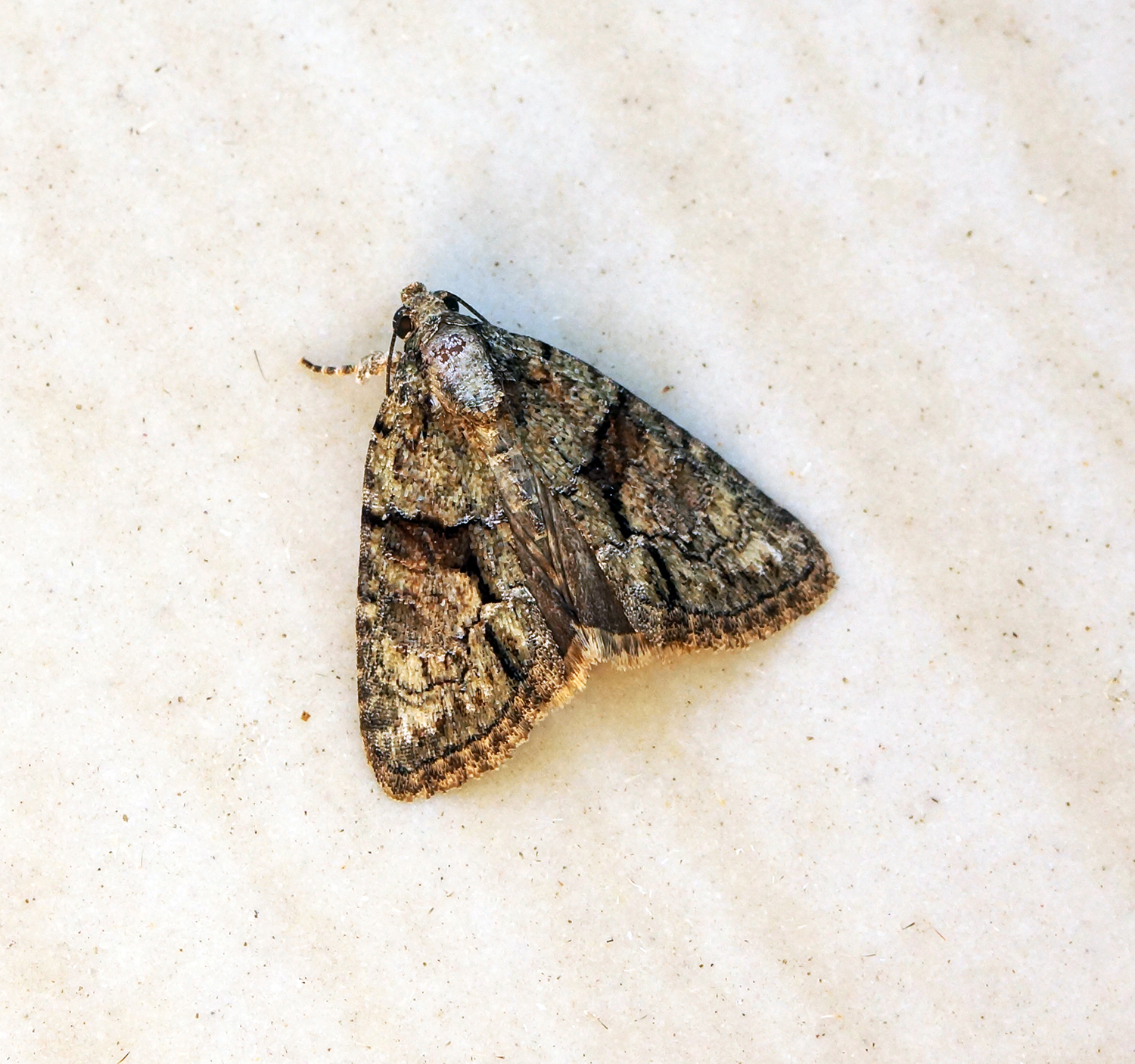
Cryphia ochsi
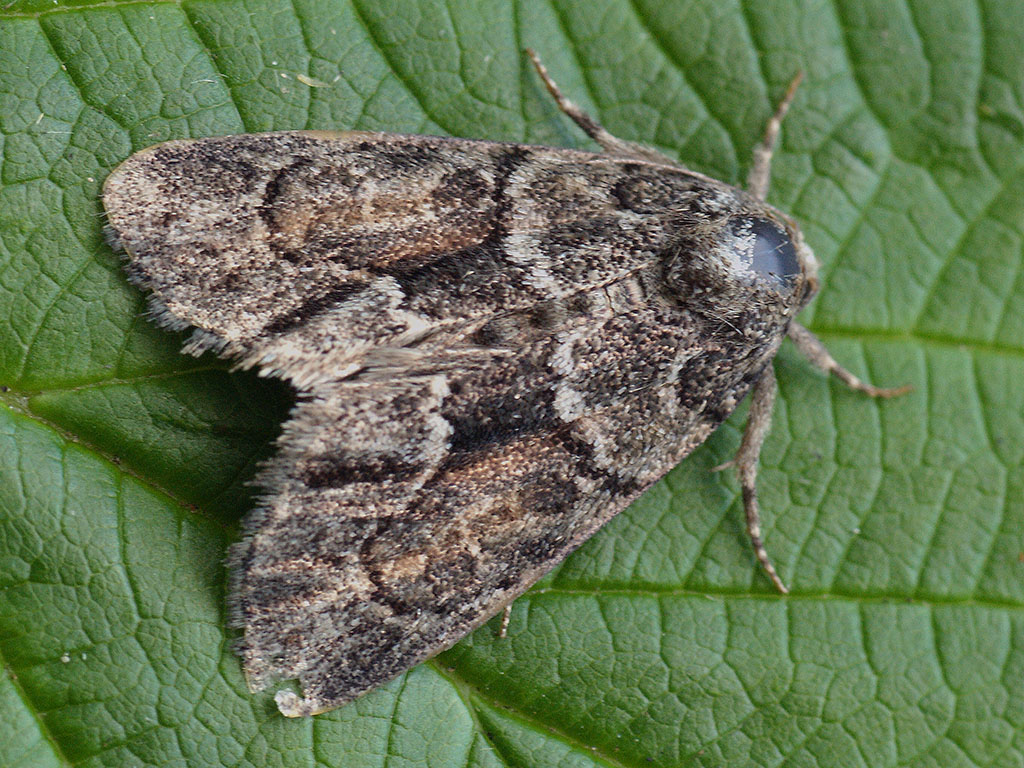
Brungrått lavfly, Cryphia fraudatricula